# 华林园
华林园，又称华林蒲，是六朝时期的皇家园林，位于台城内。建于孙吴，东晋时定名，宋时基本成型，齐、梁时更造，梁末被毁，陈时复建，隋灭陈时彻底被毁。位于今南京市人民政府、南京市外国语学校、九华山至太平门一带。

## 名称
曹魏时，洛阳有芳林园，因避曹芳讳改名为华林园，西晋时仍为大宴群臣、吟诗作赋的场所。咸和五年（330年），晋成帝模仿洛阳的华林园，修筑并命名华林园，景阳山、天渊池、华光殿等名称也模仿自洛阳华林园。

## 历史
据推断，华林园本为孙皓筑昭明宫时所开。咸和五年（330年），晋成帝修缮华林园。太元二十一年（396年），孝武帝增修华林园，穿池凿山，创造山林环境。元嘉二十三年（446年）及大明年间，宋文帝两次大规模扩建华林园，由张永主管，使其格局基本成型，扩建的建筑物成为皇帝召见大臣、处理政务、骑射、起居、拜佛的场所。齐永元二年发生火灾，大量建筑被烧毁，随后大起楼阁。梁时又修建了一些建筑。梁末侯景之乱时遭到严重破坏，陈后主重修华林园，与妃嫔在此淫乐终日，创作出《黄鹂留》、《金钗两臂垂》等词。开皇九年（589年），隋军占领建康，华林园遭毁坏。

## 建筑
| 建筑名                     | 建成时间                        | 说明 |
| -------------------------- | ------------------------------- | --- |
| 天渊（泉）池               | 东晋太元十年（385年）前         | 元嘉二十三年（446年）改造。池中有祓禊堂。江总评价称“晓川漾璧，似日御之在河宿；夜浪浮金，疑月轮之驰水府”，“瑰鸟异禽，自学歌舞；神木灵卉，不知摇落”。 |
| 清暑殿（嘉禾殿）           | 东晋太元二十一年（396年）       | 本不属于华林园，但刘宋时两者融为一体。457年，清暑殿改名为嘉禾殿。                                                                                   |
| 景阳山                     | 宋元嘉二十三年（446年）         | 宋文帝叹道：“恨不得使戴颙观之。” |
| 武壮山                     | 宋元嘉二十三年（446年）         | |
| 景阳（云）楼               | 宋元嘉二十三年（446年）         | 建元三年，楼出紫色祥云。南宋时尚有遗存。 |
| 华（花）光殿               | 宋元嘉二十三年（446年）         | 大通年间毁而重建。 |
| 凤光殿                     | 宋元嘉二十三年（446年）         | |
| 设射棚（堋）               | 宋元嘉二十三年（446年）         | |
| 醴泉堂                     | 宋元嘉二十三年（446年）         | |
| 花萼池                     | 宋元嘉二十三年（446年）         | |
| 一柱台                     | 宋元嘉二十三年（446年）         | |
| 兴光殿                     | 宋元嘉二十三年（446年）         | |
| 层城观（穿针楼）           | 宋元嘉二十三年（446年）         | 梁武帝于此处修重阁。 |
| 琴堂、芳香堂               | 宋大明年间（457年-464年）       | 两堂为连理堂。 |
| 灵曜前后殿（曜灵殿）       | 宋大明年间（457年-464年）       | 宋后废帝曾于此养驴。宋谢庄诗：“玉桴乘夕远，金枝终夜舒。澄淳玄化阐，希微寂理孚。”南齐末年烧毁。                                                      |
| 日观台                     | 宋大明年间（457年-464年）       | |
| 重阁                       | 梁天监元年至三年（502年-504年） | 上层为重云殿，为梁武帝举行佛事的场所；下层为光严殿，为梁武帝礼佛讲经的场所。                                                                        |
| 朝日楼、夕（明）月楼       | 梁天监元年至三年（502年-504年） | 阶道绕楼九转。 |
| 听讼殿                     | 陈永定年间（557年-559年）       | |
| 临政阁                     | 陈天嘉三年（562年）             | |
| 临春阁、结绮阁、望仙阁     | 陈至德二年（584年）             | 极度奢华绮丽，“其下积石为山，引水为池，植以奇树，杂以花药”。                                                                                        |
| 含芳堂                     | 未知                            | 宋明帝于此听《周易》。 |
| 通天观                     | 未知                            | 晋孝武帝于此讲孝经。 |
| 延贤堂                     | 未知                            | 选拔人才之地。宋武帝、宋文帝常于此听讼。 |
| 竹林堂                     | 未知                            | 刘子业于此射鬼，被刘彧等人弑杀。 |
| 茅堂                       | 未知                            | |
| 仙华、玉寿、青楼、紫阁等殿 | 齐永元年间                      | |

## 功能
作为园林，皇帝与群臣在华林园内游赏、宴饮、赋诗、赌射、驯马，一些皇帝在此淫乐终日。有帝王在华林园内侍讲经书，儒家经典尤甚。梁武帝还命文人于此整理典籍，撰《华林遍略》。
由于位于皇城之内，皇帝常于华林园内临政听讼，陈武帝、陈文帝还专门修筑了临政殿和听讼殿。此外，华林园是重大政治事件的策源地和发生地，屡屡发生弑君诛臣的事件。
另外，华林园还有观察天象的建筑。

## 管理
华林园令或华林园丞为华林园的管理者，统属于光祿勳或大鸿胪。陈袭祖、梅道念曾担任华林园令，臧延之曾担任华林园丞。